# 第55回全国高等学校サッカー選手権大会
第55回全国高等学校サッカー選手権大会（だい55かいぜんこくこうとうがっこうサッカーせんしゅけんたいかい）は、1977年1月に行われた、全国高等学校サッカー選手権大会である。

## 概要
- キャッチフレーズ つかめ！すばらしい青春の日を

### 日程
- 1回戦　1月3日・4日
- 2回戦　1月5日
- 準々決勝　1月6日
- 準決勝　1月7日
- 決勝　1月8日

### 使用会場
- 国立霞ヶ丘競技場陸上競技場（準決勝・決勝）
- 西が丘サッカー場（1回戦～準々決勝）
- 埼玉県大宮公園サッカー場（1回戦～準々決勝）
- 駒沢オリンピック公園総合運動場陸上競技場（1・2回戦）

本年度より国立霞ヶ丘競技場陸上競技場を中心に首都圏での開催となった。

## 出場校
今大会より茨城県・千葉県・沖縄県が単独代表となり、31地区の代表校が出場。
北海道・東北
- 北海道代表 室蘭大谷
- 北奥羽代表 遠野（岩手県）
- 西奥羽代表 日大山形（山形県）
- 東北代表 郡山商（福島県）

関東
- 茨城県代表 古河一
- 北関東代表 前橋工（群馬県）
- 埼玉県代表 浦和南
- 千葉県代表 習志野
- 東京都代表 帝京
- 神奈川県代表 相模工大付
- 山梨県代表 韮崎

北信越・東海
- 北越代表 富山東（富山県）
- 北陸代表 河北台商（石川県）
- 長野県代表 松本県ヶ丘
- 三岐代表 大垣工（岐阜県）
- 静岡県代表 静岡学園
- 愛知県代表 刈谷

近畿
- 京滋代表 京都商（京都府）
- 大阪府代表 初芝
- 兵庫県代表 神戸
- 紀和代表 新宮（和歌山県）

中国
- 東中国代表 玉野（岡山県）
- 広島県代表 崇徳
- 西中国代表 松江南（島根県）

四国
- 南四国代表 川島（徳島県）
- 北四国代表 八幡浜工（愛媛県）

九州
- 福岡県代表 門司工
- 西九州代表 島原商（長崎県）
- 南九州代表 八代工（熊本県）
- 東九州代表 都城工（宮崎県）
- 沖縄県代表 豊見城

## 試合

### 1回戦
- 遠野 4 - 2 松江南
- 豊見城 2 - 0 日大山形
- 川島 1 - 0 富山東
- 帝京 2 - 0 初芝
- 河北台商 3 - 0 新宮
- 室蘭大谷 3 - 1 玉野
- 松本県ヶ丘 1 - 0 崇徳
- 八代工 1 - 1(PK4 - 3) 刈谷

- 前橋工 2 - 0 大垣工
- 習志野 1 - 1(PK5 - 4) 島原商
- 韮崎 4 - 1 門司工
- 神戸 3 - 2 相模工大付
- 八幡浜工 4 - 1 郡山商
- 古河一 2 - 1 京都商
- 静岡学園 6 - 0 都城工

### 2回戦
- 八代工 1 - 1(PK8 - 7) 前橋工
- 八幡浜工 2 - 1 習志野
- 川島 5 - 1 豊見城
- 帝京 4 - 0 河北台商

- 松本県ヶ丘 2 - 1 室蘭大谷
- 浦和南 3 - 1 遠野
- 古河一 2 - 0 韮崎
- 静岡学園 5 - 0 神戸

### 準々決勝
- 帝京 5 - 1 松本県ヶ丘
- 静岡学園 2 - 1 古河一

- 浦和南 3 - 2 川島
- 八幡浜工 2 - 0 八代工

### 準決勝
- 静岡学園 3 - 0 八幡浜工
- 浦和南 0 - 0(PK4 - 3) 帝京

### 決勝
- 浦和南 5 - 4 静岡学園